# Radomka
Il Radomka è una società pallavolistica femminile polacca con sede a Radom: milita nel campionato di Liga Siatkówki Kobiet.

## Storia
Il Radomka viene fondato nel 2016 ed ammesso, nella stagione 2016-17, a partecipare alla II liga. Nell'annata seguente viene ripescato in I liga; durante la stagione riesce ad arrivare alle semifinali in Coppa di Polonia, venendo battuta dal Budowlani Łódź.
Nella stagione 2018-19, grazie all'acquisto del titolo sportivo dal Muszyna, esordisce in Liga Siatkówki Kobiet.

## Rosa 2022-2023
| N° | Nome                 | Ruolo | Data di nascita  | Nazionalità sportiva |
| -- | -------------------- | ----- | ---------------- | -------------------- |
| 2  | Samara de Almeida    | S     | 16 luglio 1992   | Brasile              |
| 3  | Martyna Świrad       | C     | 5 gennaio 1998   | Polonia              |
| 4  | Madison Bugg         | P     | 4 agosto 1994    | Stati Uniti          |
| 5  | Małgorzata Jasek     | O     | 14 marzo 1995    | Polonia              |
| 6  | Gözde Yılmaz         | O     | 9 settembre 1991 | Turchia              |
| 7  | Ellen Braga          | S     | 12 giugno 1991   | Brasile              |
| 8  | Marharyta Stepanenko | O     | 25 aprile 1993   | Azerbaigian          |
| 9  | Natalia Murek        | S     | 8 settembre 1999 | Polonia              |
| 10 | Krystyna Tkaczewska  | L     | 24 luglio 1987   | Polonia              |
| 11 | Justyna Łukasik      | C     | 27 gennaio 1993  | Polonia              |
| 13 | Renata Biała         | S     | 22 giugno 1992   | Polonia              |
| 14 | Paulina Zaborowska   | P     | 7 giugno 2000    | Polonia              |
| 15 | Kornelia Moskwa      | C     | 30 ottobre 1996  | Polonia              |
| 23 | Agnieszka Adamek     | L     | 4 gennaio 1996   | Polonia              |